# Rivière Camachigama
Rivière Camachigama är ett vattendrag i Kanada.   Det ligger i provinsen Québec, i den sydöstra delen av landet, 260 km norr om huvudstaden Ottawa. Rivière Camachigama ligger vid sjön Lac Anderson.
I omgivningarna runt Rivière Camachigama växer i huvudsak blandskog. Trakten runt Rivière Camachigama är nära nog obefolkad, med mindre än två invånare per kvadratkilometer.